# یوهن مارچوک
یوهن مارچوک (اوکراینی: Євге́н Кири́лович Марчу́к؛ ۲۸ ژانویهٔ ۱۹۴۱ – ۵ اوت ۲۰۲۱) سیاست‌مدار اهل اوکراین بود. وی از ۶ مارس ۱۹۹۵ تا ۲۷ مه ۱۹۹۶ نخست‌وزیر این کشور بود.
یوهن مارچوک در ۵ اوت ۲۰۲۱، در نتیجه نارسایی قلبی و ریوی حاد ناشی ابتلای به بیماری کروناویروس ۲۰۱۹ در سن ۸۰ سالگی درگذشت.
وی همچنین برندهٔ جوایزی همچون فرمانده ستاره‌دار نشان افتخار جمهوری لهستان و نشان پرچم سرخ کار شده‌است.